# Margaret Weis
Margaret Edith Weis (Independence, 16 de março de 1948) é uma escritora norte-americana, uma das criadoras do mundo de Dragonlance; e que escreveu vários livros ao lado de Tracy Hickman.